# ناوسینک (نیوجرسی)
ناوسینک (به انگلیسی: Navesink) یک منطقهٔ مسکونی در ایالات متحده آمریکا است که در میدلتاون، نیوجرسی واقع شده‌است. ناوسینک ۲٫۳۲۱ کیلومتر مربع مساحت و ۲٬۰۲۰ نفر جمعیت دارد و ۳۶ متر بالاتر از سطح دریا واقع شده‌است.